# Saison 2025 de l'équipe cycliste UAE Emirates XRG
La saison 2025 de l'équipe cycliste UAE Emirates XRG est la vingt-septième de cette équipe, la huitième sous ce nom.

## Coureurs et encadrement technique

### Effectif
| Coureur              | Date de Nais.     | Nationalité | Équipe en 2024     | Vict. | Cont.             | Maillot dist.      |
| -------------------- | ----------------- | ----------- | ------------------ | ----- | ----------------- | ------------------ |
| João Almeida         | 5 août 1998       | Portugal    | UAE Emirates       | 9     | 01/2022 - 12/2026 |                    |
| Igor Arrieta         | 8 décembre 2002   | Espagne     | UAE Emirates       | 1     | 01/2024 - 12/2026 |                    |
| Juan Ayuso           | 19 septembre 2002 | Espagne     | UAE Emirates       | 6     | 06/2021 - 12/2028 |                    |
| Filippo Baroncini    | 26 août 2000      | Italie      | UAE Emirates       | 1     | 01/2024 - 12/2025 |                    |
| Mikkel Bjerg         | 3 novembre 1998   | Danemark    | UAE Emirates       | 0     | 01/2020 - 12/2027 |                    |
| Jan Christen         | 24 juin 2004      | Suisse      | UAE Emirates       | 2     | 08/2023 - 12/2030 |                    |
| Alessandro Covi      | 28 septembre 1998 | Italie      | UAE Emirates       | 2     | 01/2020 - 12/2025 |                    |
| Isaac Del Toro       | 27 novembre 2003  | Mexique     | UAE Emirates       | 9     | 01/2024 - 12/2029 |                    |
| Felix Großschartner  | 23 décembre 1993  | Autriche    | UAE Emirates       | 2     | 01/2023 - 12/2027 | - Contre-la-montre |
| Rune Herregodts      | 27 juillet 1998   | Belgique    | Intermarché-Wanty  | 0     | 01/2025 - 12/2026 |                    |
| Julius Johansen      | 13 septembre 1999 | Danemark    | Sabgal-Anicolor    | 0     | 01/2025 - 12/2025 |                    |
| Vegard Stake Laengen | 7 février 1989    | Norvège     | UAE Emirates       | 0     | 01/2017 - 12/2025 |                    |
| Rafał Majka          | 12 septembre 1989 | Pologne     | UAE Emirates       | 1     | 01/2021 - 12/2025 | - Route            |
| Brandon McNulty      | 2 avril 1998      | États-Unis  | UAE Emirates       | 2     | 01/2020 - 12/2027 |                    |
| Sebastián Molano     | 4 novembre 1994   | Colombie    | UAE Emirates       | 2     | 01/2019 - 12/2026 |                    |
| António Morgado      | 28 janvier 2004   | Portugal    | UAE Emirates       | 3     | 01/2024 - 12/2027 | - Contre-la-montre |
| Jhonatan Narváez     | 4 mars 1997       | Équateur    | Ineos Grenadiers   | 3     | 01/2025 - 12/2026 | - Route            |
| Domen Novak          | 12 juillet 1995   | Slovénie    | UAE Emirates       | 0     | 01/2023 - 12/2027 |                    |
| Ivo Oliveira         | 5 septembre 1996  | Portugal    | UAE Emirates       | 4     | 01/2019 - 12/2027 | - Route            |
| Rui Oliveira         | 5 septembre 1996  | Portugal    | UAE Emirates       | 0     | 01/2019 - 12/2027 |                    |
| Tadej Pogačar        | 21 septembre 1998 | Slovénie    | UAE Emirates       | 16    | 01/2019 - 12/2030 | - Route            |
| Nils Politt          | 6 mars 1994       | Allemagne   | UAE Emirates       | 0     | 01/2024 - 12/2026 |                    |
| Pavel Sivakov        | 11 juillet 1997   | France      | UAE Emirates       | 1     | 01/2024 - 12/2026 |                    |
| Marc Soler           | 22 novembre 1993  | Espagne     | UAE Emirates       | 2     | 01/2022 - 12/2027 |                    |
| Pablo Torres Arias   | 10 novembre 2005  | Espagne     | UAE Emirates Gen-Z | 0     | 01/2025 - 12/2030 |                    |
| Florian Vermeersch   | 12 mars 1999      | Belgique    | Lotto Dstny        | 0     | 01/2025 - 12/2026 |                    |
| Jay Vine             | 16 novembre 1995  | Australie   | UAE Emirates       | 3     | 01/2023 - 12/2027 |                    |
| Tim Wellens          | 10 mai 1991       | Belgique    | UAE Emirates       | 2     | 01/2023 - 12/2025 | - Route            |
| Adam Yates           | 7 août 1992       | Royaume-Uni | UAE Emirates       | 1     | 01/2023 - 12/2028 |                    |

## Champions nationaux, continentaux et mondiaux
| Date           | Course                                        | Maillot | Coureurs            | Pays     | Lieu          |
| -------------- | --------------------------------------------- | ------- | ------------------- | -------- | ------------- |
| 2 février 2025 | Championnat d'Équateur de cyclisme sur route  |         | Jhonatan Narváez    | Équateur | Cotacachi     |
| 27 juin 2025   | Championnat du Portugal du contre-la-montre   |         | António Morgado     | Portugal | Alvaiázere    |
| 27 juin 2025   | Championnat d'Autriche du contre-la-montre    |         | Felix Großschartner | Autriche | Frauenkirchen |
| 29 juin 2025   | Championnat de Belgique de cyclisme sur route |         | Tim Wellens         | Belgique | Binche        |
| 29 juin 2025   | Championnat de Pologne de cyclisme sur route  |         | Rafał Majka         | Pologne  | Dobczyce      |
| 29 juin 2025   | Championnat du Portugal de cyclisme sur route |         | Ivo Oliveira        | Portugal | Ourém         |